# Karl-Heinz Riedle
Karl-Heinz Riedle, nemški nogometaš, * 16. september 1965, Weiler im Allgäu, Zahodna Nemčija.
Sodeloval je na nogometnemu delu poletnih olimpijskih iger leta 1988.